# International Association of Physics Students
Die International Association of Physics Students (IAPS) ist ein weltweites Netzwerk für Studierende und Promovierende. Sie organisiert internationale Großveranstaltungen wie die International Conference of Physics Students und gibt ihren Mitgliedern einen Einblick in die internationale Physik-Gemeinschaft.

## Geschichte
IAPS wurde 1987 im Zusammenhang mit der International Conference of Physics Students gegründet. Deutsches Mitglied ist die Deutsche Physikalische Gesellschaft, vertreten durch ihre Untergruppierung junge Deutsche Physikalische Gesellschaft mit etwa 4000 Mitgliedern.

## Aktivitäten
Neben der International Conference of Physics Students richtet IAPS in den 47 nationalen und lokalen Gruppierungen (Stand 2019) zahlreiche Veranstaltungen für Jugendliche, Studierende und Promovierende aus. Dazu gehören wissenschaftliche Exkursionen zu Forschungseinrichtungen wie CERN oder Wendelstein 7-X. Am Physik-Wettbewerb PLANCKS können Studierende in Teams an Aufgaben aus der theoretischen Physik knobeln. 2019 haben sich daran 17 Länder beteiligt.
Seit 2015 findet jährlich der International School Day statt, bei dem Studierende an Schulen gehen, um mit Jugendlichen zu einem vorgegebenen Thema zu experimentieren. Der erste School Day wurde im Rahmen des Internationalen Jahr des Lichts 2015 organisiert. 2019 fand der School Day in Anlehnung an das Internationale Jahr des Periodensystems statt.